# Marengo (линейный корабль, 1795)
Маренго (фр. Marengo) — французский 74-пушечный линейный корабль типа Téméraire периода Директории и Первой Империи, спущенный на воду как «Жан-Жак Руссо» (фр. Jean-Jacques Rousseau) и переименованный в 1802 году в честь битвы при Маренго. Наиболее известен своим крейсерством в Индийском океане, после которого был захвачен англичанами.

## Постройка
Заложен в сентябре 1794 года в Тулоне, под названием «Жан-Жак Руссо», в честь одного из французских просветителей. Спущен на воду 21 июля 1795 года.
Téméraire был родоначальником успешного типа: по сравнению с британскими 74-пушечными французские были больше размерами и тяжелее вооружены. Не отличался и «Руссо»: французский фунт был тяжелее английского, и его номинально 36-фн нижняя батарея по весу залпа соответствовала английской 40-фн. Кроме того, благодаря более длинной ватерлинии, он как и однотипные корабли обладал лучшим ходом. Наконец, французские корабли превосходили британские по численности команды: в типичном случае она составляла 660 человек, против британских 580. Главной слабостью французов был недостаток практического опыта: блокированные в портах, они проводили слишком много времени на якоре и слишком мало в море.

## Служба
В октябре 1796 «Руссо» вышел в море; с эскадрой адмирала Вильнева прорвавшись из Тулона, прибыл в Брест, избежав таким образом участи тулонской эскадры, блокированной англичанами в гавани. 2 декабря 1802 переименован в Marengo. Под этим названием он и вошёл в историю.

### Экспедиция в Индию
С возобновлением войны в мае 1803 года брестская эскадра оказалась в блокаде, но «Маренго» в ней уже не было. 6 марта 1803 года он отправился с экспедицией для вступления во владение Пондишерри, отошедшего к Франции по Амьенскому миру.
В этой экспедиции на Marengo шёл рулевым баркаса некто Дюкло-Легри (фр. Duclos-Legris), который не только вёл журнал, но и делал зарисовки всех примечательных событий (общим числом 77). Если для офицеров это было нормально, и даже поощрялось как хорошая практика, наличие образованного человека в палубной команде было уникально. Точно неизвестно, каким образом журнал сохранился, но благодаря ему крейсерство хорошо иллюстрировано с точки зрения «нижней палубы».

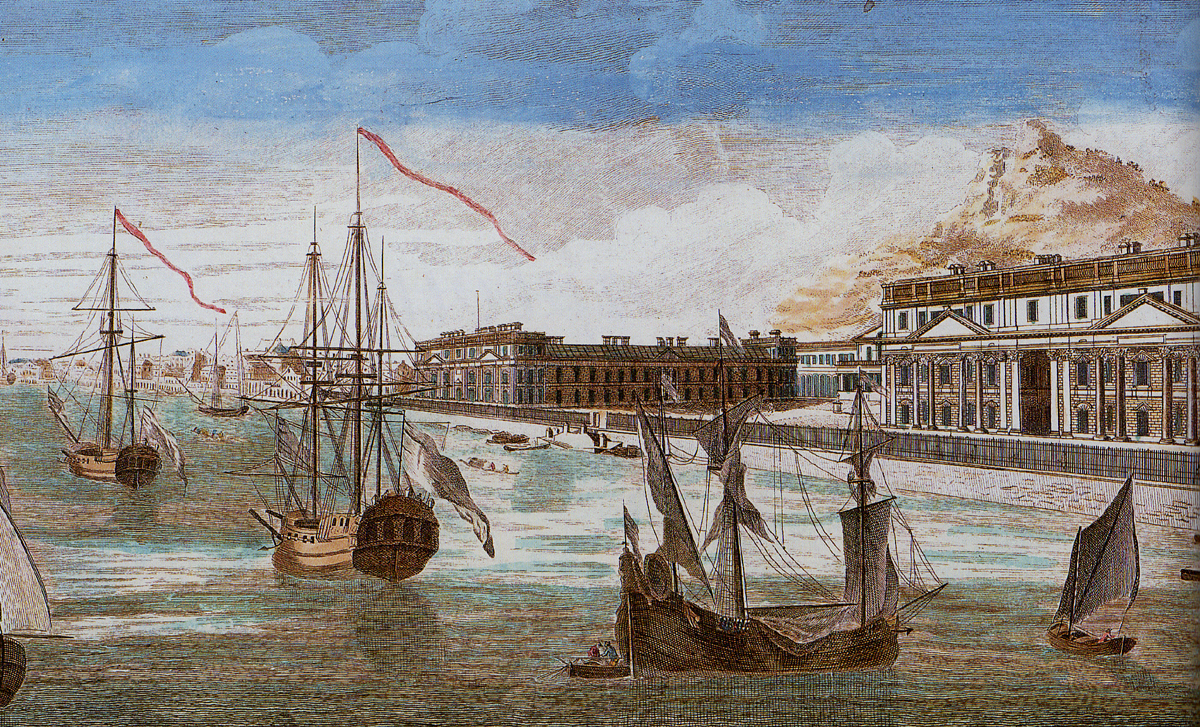
Склады Компании в Пондишерри, XVIII век

В предыдущей войне французы в Индии были разбиты и французское влияние почти искоренено, но Наполеон ухватился за случай его восстановить. Однако, чтобы не слишком беспокоить Англию, экспедиция была небольшой, и не возглавлялась известной фигурой. Marengo сопровождала эскадра из трёх фрегатов: Belle Poule (40), Atalante (44) и Sémillante (36) и двух транспортов, имея на борту 1350 солдат и вновь назначенного капитан-генерала Французской Ост-Индии, губернатора Пондишерри генерала Декана (фр. Charles Mathieu Isidore Decaen). Командовал эскадрой вице-адмирал Линуа, снискавший к тому времени некоторую известность, так как мог утверждать что он (редкость для тогдашней Франции) нанес поражение превосходящему противнику. Основанием служил бой при Альхесирас, где он отразил атаку Сумареса, и с помощью испанцев захватил севший на мель 74-пушечный HMS Hannibal.
Но передача не состоялась. До колоний дошли слухи о скором разрыве мира, и британцы решили не сдавать Пондишерри. Прибывший в Индийский океан с заходом на мыс Доброй Надежды, Линуа имел опасно близкую встречу с эскадрой Реньера. 11 июля он появился у Пондишерри и попал в запутанную и угрожающую ситуацию. Посланная вперед Belle Poule стояла на якоре под прицелом 64-пушечного HMS Trident и шлюпа HMS Rattlesnake. Британские власти явно искали предлог оттянуть передачу. Когда французский бриг Belier привез новости о приготовлениях Англии к войне, адмирал понял, что его эскадре грозит упреждающий удар. Последовал драматический ночной побег: бросив на берегу войска, какие успел высадить, Линуа ушёл, оставив вместо кораблей зажженные на буйках фонари.

### Свободное крейсерство

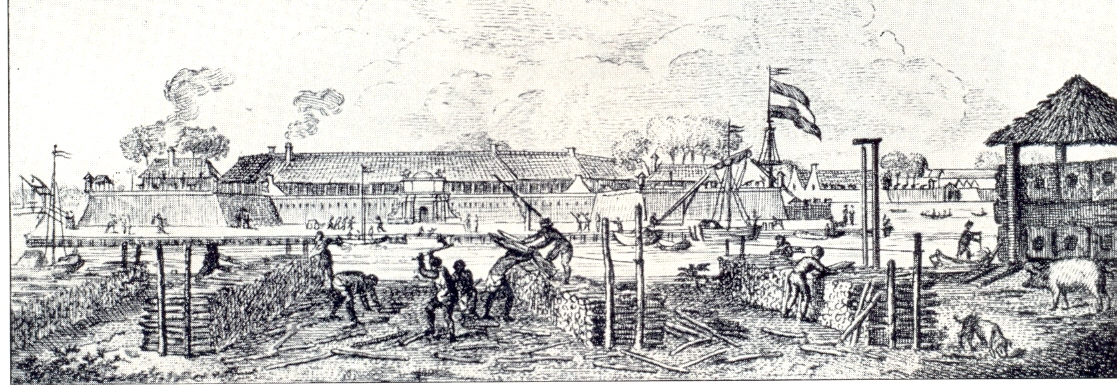
Батавия ок. 1740 года. К 1803 изменилось мало

К августу Линуа базировался на остров Иль-де-Франс (Маврикий), имея новый приказ: с началом войны нарушать британскую торговлю. В это время Декан уже энергично распоряжался на Иль-де-Франс. Окончательно известие об объявлении войны прибыло в сентябре. Чтобы усилить французские владения, Линуа высадил войска на острове Реюньон и в Батавии. Atalante была отряжена в самостоятельную экспедицию в Маскат. В первый поход Marengo под флагом Линуа вышел 8 октября 1803, направляясь в голландскую Ост-Индию, где рассчитывал пополнить припасы, а возможно и получить подкрепления. Его сопровождали два оставшихся фрегата.
Marengo как нельзя лучше подходил для роли крейсера. Он был больше и сильнее 64-пушечных и «обычных» 74-пушечных, которые имел шанс встретить в Индийском океане, а от редких 98-пушечных мог уйти, пользуясь преимуществом хода. Более сильные и быстрые британские корабли были далеко — в Канале и Средиземноморье. К тому же силы командующего Ост-индской станцией вице-адмирала Реньера были растянуты по огромному пространству, а связь с ними была ненадежна и всегда с задержкой. Поэтому британцы могли только реагировать, и за Marengo сохранялась инициатива.
При всем при этом успехи были скромные. Личные качества Линуа, его осторожность и нерешительность во многом сводили на нет преимущества. По высказыванию одного историка:

Декан имел способности, но не репутацию, а Линуа — репутацию без способностей.
Оригинальный текст (англ.)Decaen had ability without reputation, and Linois had reputation without ability.

Разделение обязанностей между двумя столь различными людьми было ошибкой, преследовавшей французов в последующие три года.
По пути в Батавию Линуа совершил набег на изолированную английскую колонию Бенколен, в районе Зундского пролива. Там он взял 2 приза, а ещё 5 «купцов» были сожжены командами, чтобы не достались французам. После этого десантные партии подожгли склады на берегу. Этим ограничились его достижения за 1803 год.
В Батавии французы нашли негостеприимных хозяев. Формально союзники Франции, голландцы проводили политику искусного бездействия, балансируя между лояльностью метрополии и местными интересами. Здесь эскадра зазимовала.

### Бой Данса

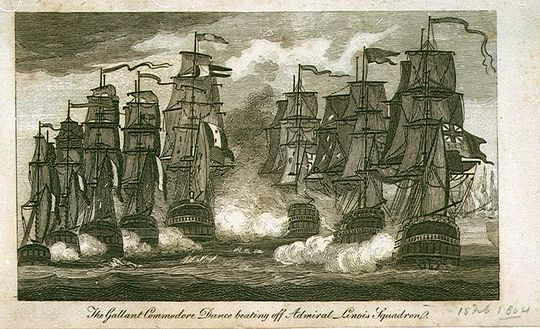
«Отважный коммодор Данс отражает эскадру Линуа»

В начале 1804 года, в Батавии, Линуа узнал о скором выходе из Китая крупного конвоя ост-индских торговых кораблей (так называемый Китайский флот, англ. China Fleet). После почти бесплодного крейсерства ему представилась возможность взять богатый приз. Даже учитывая высокую ценность конвоя, разумно было ожидать, что Линуа будет иметь преимущество над эскортом. На самом деле британский эскорт опоздал, и конвой шёл неохраняемым.
Marengo в сопровождении Belle Poule и Sémillante, а также корвета Berceau (22) и батавского брига Aventurier (16), вышел на перехват. 15 февраля 1804 у восточного входа в Малаккский пролив он встретил искомое — 16 ост-индцев, и с ними 11 частных «купцов» и 2-3 помельче.
Расчет Линуа был на легкую добычу. Действительно, торговые корабли не могли реально противостоять регулярным боевым. Но командовавший Китайским флотом капитан Компании Натаниель Данс не был намерен сдаваться без боя. Он подготовил флот к отпору, и организовал из добровольцев боевые партии, которые перевел на самые крупные корабли. Своим воинственным поведением, агрессивной тактикой и дисциплиной манёвров (по крайней мере среди кораблей Компании), Данс заставил и без того осторожного Линуа усомниться, не боевые ли корабли перед ним. После выжидательных манёвров, нескольких попыток прорезать строй Китайского флота, и одной сорокаминутной стычки, не ожидавший сопротивления Линуа прервал бой и бежал к норд-весту, причём ост-индцы в течение двух часов его преследовали (без надежды догнать). Иначе как фиаско результаты французов назвать невозможно. Линуа потерял даже ту малую репутацию, что ещё имел.
Слава об этом бое разнеслась быстро, и в Батавии французы нашли ещё более холодный приём, чем прежде. Голландская эскадра прямо отказала в поддержке. И хотя Линуа смог продать два добытых приза, он вынужден был, не получив необходимых припасов, вернуться на Иль-де-Франс.

### Вишакапатам

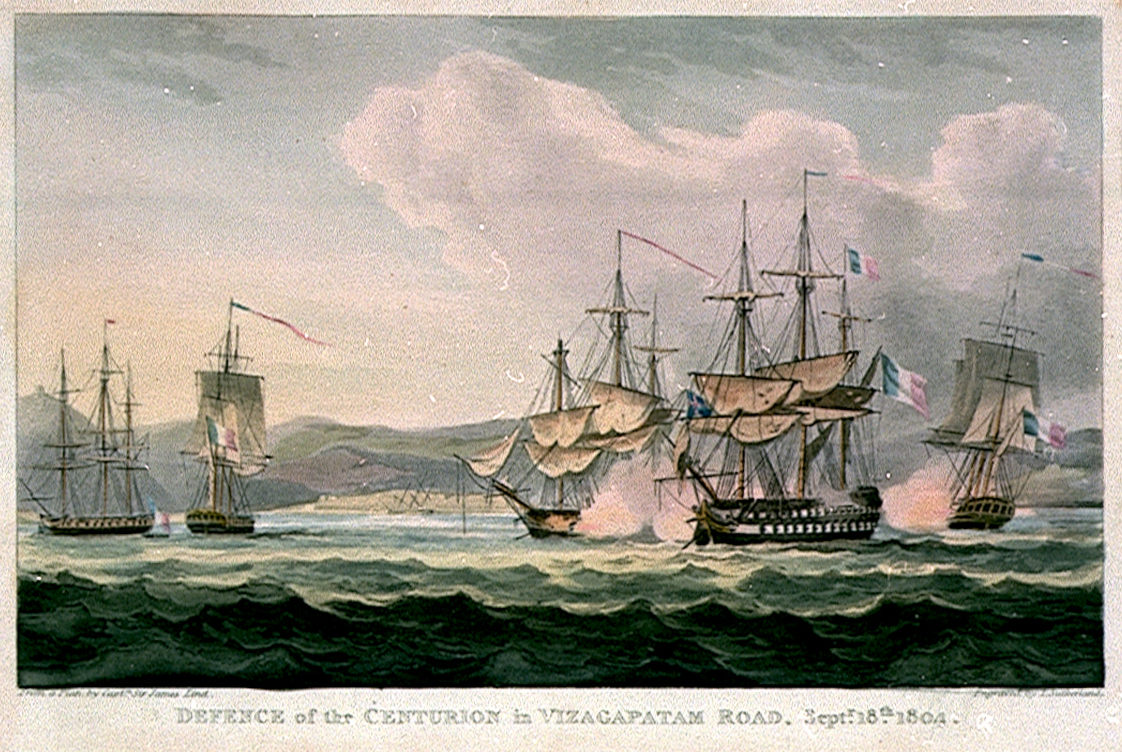
Marengo против HMS Centurion

15 сентября 1804 Marengo, используя сведения полученные от других «купцов», напал на конвой британских ост-индских кораблей в гавани Вишакапатама, ожидая легкой победы. Однако Реньер успел среагировать: конвой был уже усилен 50-пушечным HMS Centurion. Перевес был по-прежнему у французов, но Marengo пришлось дать настоящий бой, в то время как фрегаты охотились за ост-индцами. На глубокой воде Marengo быстро расправился бы с таким противником. Но первый лейтенант Centurion'а Филипс (англ. James Robert Phillips), командовавший в отсутствие больного капитана, умело использовал малую осадку своего корабля и удержал дистанцию, избежав уничтожения, и полного разгрома конвоя. То есть, бой не проходил на такой малой дистанции, как изображают рисунки и гравюры. Французы взяли один приз, а второй выбросился на мель и был сожжен, чтобы избежать той же участи. Тем не менее, этот бой только усилил впечатление о нерешительности Линуа.

### Уничтожение Линуа
К марту 1806 года Marengo в сопровождении Belle Poule направился домой, во Францию. По дороге он намеревался делать набеги на британскую торговлю между Святой Еленой и Канарскими островами. После полуночи 13 марта 1806 были обнаружены паруса с подветра. Линуа принял их за торговый конвой курсом зюйд-вест, и скомандовал погоню.
На самом деле это была эскадра вице-адмирала Уоррена в составе HMS Foudroyant (80, флагман), HMS London (90), фрегата HMS Amazon и ещё пяти кораблей дальше под ветер. Уоррен разыскивал прорвавшиеся из Бреста эскадры Вильоме и Лессега. Линуа спускался на «конвой» по ветру, но был замечен с London, из-за неважных ходовых качеств поставленного с наветра и позади флагмана. Заметив, что капитан London сэр Гарри Нил (англ. Harry Neale) прибавил парусов, пускает синие ракеты и уваливает под ветер, капитан Amazon Уильям Паркер последовал примеру, хотя не видел противника. Когда около 05:30 рассвело Линуа, разобравшись в ситуации, приказал Belle Poule уходить, а сам с Marengo вступил в бой с London, который несколькими залпами заставил Marengo отойти. Полученные повреждения рангоута не позволяли London преследовать противника. Marengo, сам повреждённый, не мог избежать его огня, к которому ненадолго прибавились залпы Amazon, пустившейся в погоню за Belle Poule.
Около 08:30 Amazon догнала французский фрегат, и завязался скорый бой. Тем временем остальные корабли Уоррена сближались с Marengo. Первым открыл огонь HMS Ramillies (74), затем HMS Repulse (74), вплотную за ним шёл Foudroyant. В итоге около 11:00 обездвиженный Линуа был вынужден спустить флаг. Примерно в это же время в нескольких милях от них Паркер принудил сдаться капитана Belle Poule.

### Итог
Потери британцев в этом бою были довольно малы, но французы пострадали всерьез. Marengo потерял 63 человека убитыми и 83 ранеными. Среди раненых были Линуа и его флаг-капитан Риньо (фр. Vrignault). Разница в весе залпа между Marengo и London была не так уж велика, хотя последний имел психологическое преимущество сосредоточенного огня трёх палуб. Marengo в результате боя был сильно поврежден — как корпус, так и рангоут. Нельзя сослаться и на недостаток морской практики у французов: и Marengo, и Belle Poule провели в море почти три года, к тому же London был неважным ходоком, а Amazon слабее Belle Poule. В общем, Линуа заслужил поношения, на которые не скупился Наполеон после обмена пленных. По сравнению с Сюркуфом, дорогостоящее крейсерство Marengo оказалось лишь долгой цепью провалов. Единственное что можно сказать в его пользу, это не нанеся материального ущерба, он оказал моральное воздействие, вынудив британцев в Индийском океане к обороне. Больше назначений на флоте Линуа не получил.
Из кораблей его эскадры только Sémillante продолжала действовать в Индийском океане.
На обратном пути эскадра Уоррена и призы пострадали ещё больше от шторма. Уже имевший боевые повреждения Ramillies перенес его хуже всех, почти совсем лишившись мачт. Он так и болтался неуправляемый, пока ветер не ослаб и команда смогла поставить временный рангоут.

## HMS Marengo
Marengo был официально взят в британскую службу с сохранением имени. Но полного ремонта не получил, и в море не ходил. С 1809 года использовался в качестве плавучей тюрьмы. По окончании войны, в 1816 году отправлен на слом и разобран.